# Cheer up! (アルバム)
『Cheer up!』（チアー・アップ）は、BOYS AND MENのアルバム。2016年6月1日にキングレコードからリリースされた。オリジナル・アルバムとしては2作目で、メジャーレーベルはから初のアルバムリリースである。

## 背景とリリース
1枚目のアルバム『ヤンキー★ロード』以来約3年ぶりとなるオリジナル・アルバムで、ベスト・アルバム『YANKEE ROAD the BEST』以来約1年半ぶりのアルバムリリースである。若菜太喜の脱退により11人組から10人組となって最初のCDリリースとなる。
2016年2月13日、結成5周年を記念したコンサートツアーの東京公演にて、「タイトル未定」とアルバムのリリースが発表された。3月20日にアルバム特設サイトを開設、アルバムタイトルおよび収録内容などの詳細が発表された。収録シングル「Wanna be!」とそのカップリング「ツクヨミ」は、メンバーが出演したテレビドラマ『白鳥麗子でございます!』の主題歌とエンディングテーマであり、その映画版『白鳥麗子でございます! THE MOVIE』の主題歌「Forever and Always」と挿入歌「With…」が、このアルバムに収録された。
アルバム収録曲から「どんとこいやー！」をリード曲とし、メンバーがドッジボール選手に扮したストーリー仕立てのミュージック・ビデオを制作、アルバムリリースに先駆けてウェブ上で公開した。また、「Forever and Always」をBGMに使用した、付属フォトブックの撮影風景映像も公開された。
CDは、初回生産限定盤と通常盤、キャラアニでの販売を対象としたヒロイン盤の3種でリリースされた。収録内容は全て同じである。初回生産限定盤は、ミュージック・ビデオやそのメイキング映像を収録したDVDとフォトブックが付属する、ブックケース仕様のCDである。
このアルバムは「Wanna be!」と同じくキングレコードよりリリースされたが、リリースの翌週に、BOYS AND MENはVirgin Musicとの専属契約が決定したことを発表。

## 構成、音楽性
全8曲を収録。派生ユニットのYanKee5と誠による楽曲が1曲ずつ収録されている。BOYS AND MENの一連の楽曲のプロデュースを担うYUMIKOが、サウンド・プロデュース、ボーカル・ディレクション、全曲の作詞（共作詞を含む）を担当した。アルバムタイル『Cheer up!』については、メンバーは「タイトル通り、色んな『がんばれ』の形がある」と説明。曲順に関して「振り幅が大きすぎて、曲の並びを決めるのが大変だったみたい」と明かしている。
普段の「ヤンキースタイル」とは違ったイメージを打ち出したシングル「Wanna be!」を含むこのアルバムを、リーダーの水野勝は「それまでのBOYS AND MENとは違う王子様みたいなイメージで、『キラキラでアイドルっぽい』というコンセプトだった。僕たちにとっては新しい挑戦で、大きな成果を得られた。」と解説した。他のメンバーも「今回は『らしくない』曲が結構あって。バラードとかもそうですし。」とコメントしている。
1曲目「どんとこいやー！」は、「緊張感」と向かい合う歌詞内容の応援ソング。この曲のほかに#4、#5、#8で、高橋秀幸がコーラスを務めている。シングル「Wanna be!」、生演奏のピアノとストリングスをバックにしたバラード「With…」、ラブソングである一方、ファンへのメッセージを歌詞に重ねた曲でもある「Forever and Always」と、2曲目から4曲目まで『白鳥麗子でございます!』で使用された楽曲が続く。YanKee5の「花道ゴージャス」は、「草食系男子に活を入れる」という内容の曲。「CRAVIN’ CRAVIN’」は、「EDMに振り切った、今までになかったタイプの曲」とメンバーが解説するダンス・ナンバー。誠の「こうつうあんぜんのうた」は、タイトル通りに交通安全をテーマにした「やんちゃな少年が更生する」という内容の歌詞で、誠のメンバーが「おもちゃみたいな曲」と評したコミック・ソング。「Wanna be!」のカップリングで、ドラマ版『白鳥…』の内容と歌詞をリンクさせた同作エンディング・テーマのバラード「ツクヨミ」が、アルバムのラスト・ナンバーとなる。

## プロモーション
5月30日よりリリースイベントを開催。活動拠点である東海地方以外に、関東地方や関西地方、福岡でのイベントも展開した。リリース当日に東京・ゲートシティ大崎アトリウムにて開催されたリリースイベントは、約1500人の観客を動員した。
6月8日から15日の間、名古屋駅前の巨大マネキン・ナナちゃん人形が「どんとこいやー！」の衣装を着用し、アルバムの宣伝役を担った。

## 批評
CDジャーナルのレビューでは、「ダンス・チューンもバラードもコミック・ソングも、全力疾走でキメるポテンシャルの高さ。明るく健康的なショーマンシップもあって、素直に好感が持てる。」と評価。産経ニュースは、「アルバムタイトル通り、まさに元気にさせてくれる曲ばかり。惜しむらくは、8曲入りにとどまっていることか。」と評した。

## チャート成績
2016年6月13日付のオリコンCDアルバム週間ランキング、Billboard JAPAN週間セールスアルバムチャート「Top Albums Sales」にて、ともに2位を記録。メジャーレーベルからの初のアルバムであり、アルバムのチャートインは初である。

## 収録曲
| #         | タイトル                            | 作詞             | 作曲               | 編曲                 | 時間  |
| --------- | ----------------------------------- | ---------------- | ------------------ | -------------------- | ----- |
| 1.        | 「どんとこいやー！」                | YUMIKO           | 松田純一・綿貫正顕 | 松田純一             | 4:12  |
| 2.        | 「Wanna be!」                       | YUMIKO           | 後藤康二（ck510）  | 後藤康二（ck510）    | 3:29  |
| 3.        | 「With…」                           | YUMIKO           | 原田アツシ         | 原田アツシ・田熊知存 | 4:39  |
| 4.        | 「Forever and Always」              | YUMIKO           | TKC                | TKC                  | 4:15  |
| 5.        | 「花道ゴージャス」(from YanKee5)    | YUMIKO・上間エイ | 松田純一・綿貫正顕 | 浦田尚克             | 4:04  |
| 6.        | 「CRAVIN’ CRAVIN’」                 | YUMIKO           | 田村信二           | rgA9=1424z           | 4:11  |
| 7.        | 「こうつうあんぜんのうた」(from 誠) | YUMIKO           | 福井元気           | 須藤祐               | 4:11  |
| 8.        | 「ツクヨミ」                        | YUMIKO           | 小内喜文           | 高橋諒               | 4:04  |
| 合計時間: | 合計時間:                           | 合計時間:        | 合計時間:          | 合計時間:            | 33:08 |

## DVD収録内容
- 「︎どんとこいやー！」Music Video（スポ根 Ver.）
- 「︎どんとこいやー！」Music Video（Special Edit Ver.）
- 「︎Wanna be!」Music Video（Special Edit Ver.）
- 「どんとこいやー！」Music Video & スチール撮影 メイキング映像

## メディアでの使用
- 「どんとこいやー！」 - TOKYO MX『キンパチ 〜金曜8時はボイメンと!〜』オープニング・テーマ[24]
- 「Foever and Always」 -  映画『白鳥麗子でございます!』主題歌
- 「With…」 - 映画『白鳥麗子でございます!』挿入歌